# Sphaerolaimus balticus
Sphaerolaimus balticus is een rondwormensoort uit de familie van de Sphaerolaimidae. De wetenschappelijke naam van de soort is voor het eerst geldig gepubliceerd in 1906 door Schneider.